# Jiayuguan
Jiayuguan (cinese semplificato 嘉峪关; tradizionale 嘉峪關; pinyin Jiāyùguān) è una città cinese con 130.145 abitanti nella provincia del Gansu. Si trova a circa 25 km ad ovest di Jiuquan, cui era sottoposta amministrativamente fino ad alcuni anni fa.
Una linea aerea la collega quotidianamente con il capoluogo Lanzhou e con Xi'an.
La città è dominata da una fortezza, che costituisce l'estremità occidentale della Grande Muraglia.
L'attività economica della città è dominata dallo stabilimento siderurgico di JISCO, il maggiore di tutta la Cina occidentale; in aggiunta a ciò anche il turismo rappresenta ultimamente un'attività significativa.

## Forte di Jiayuguan

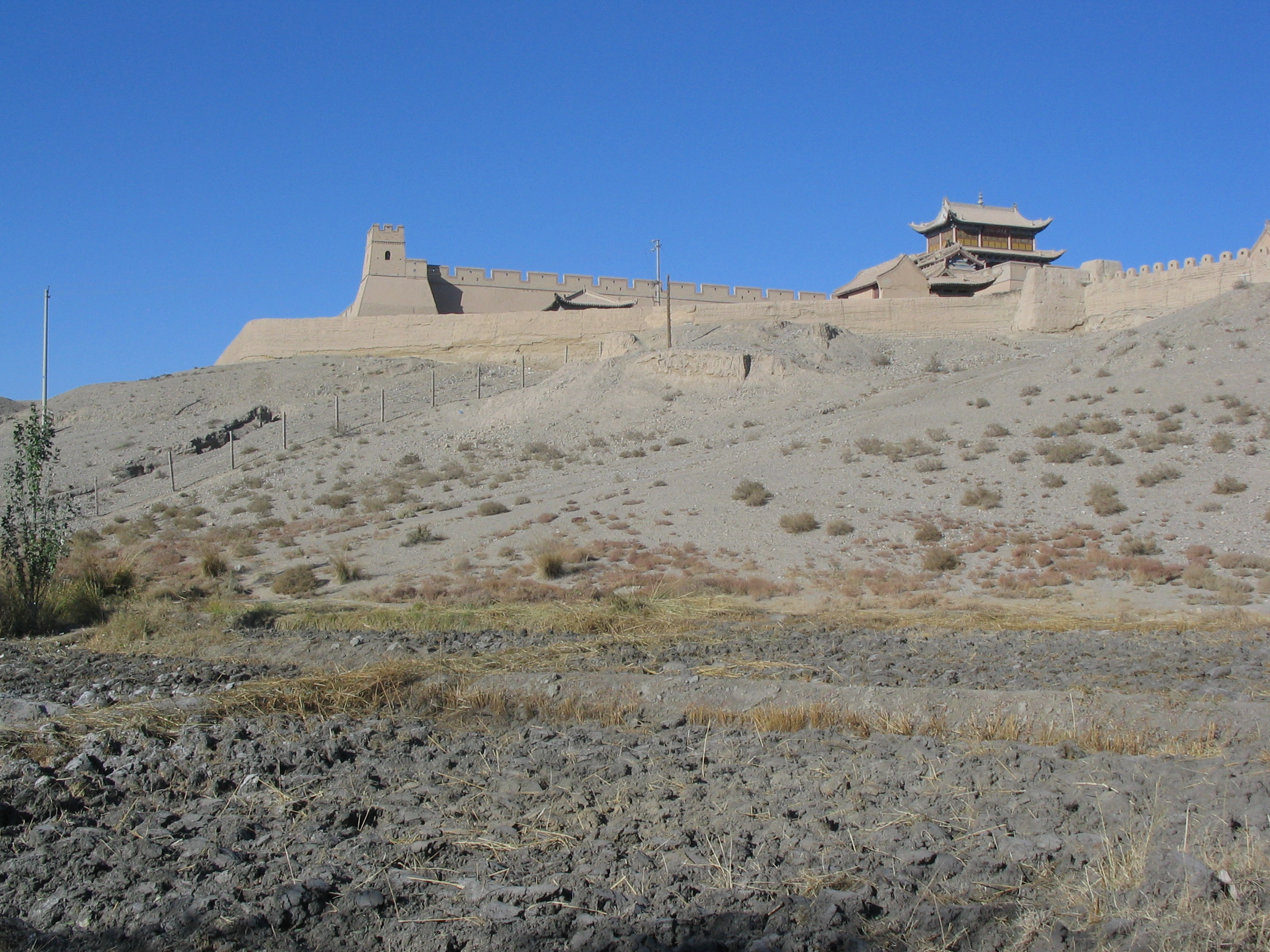
Forte di Jiayugung

Il forte è il caposaldo più occidentale di tutta la Grande Muraglia e fu costruito durante la dinastia Ming.
Si trova a 6 chilometri circa a sud-ovest della città, ai piedi della collina che porta lo stesso nome. 
Data la sua imponenza, il forte è definito come "il primo ed il più grande passo sotto il cielo". 
Il forte si trova nel punto più stretto della sezione occidentale del corridoio di Hexi.

## Grande Muraglia "aggrappata"

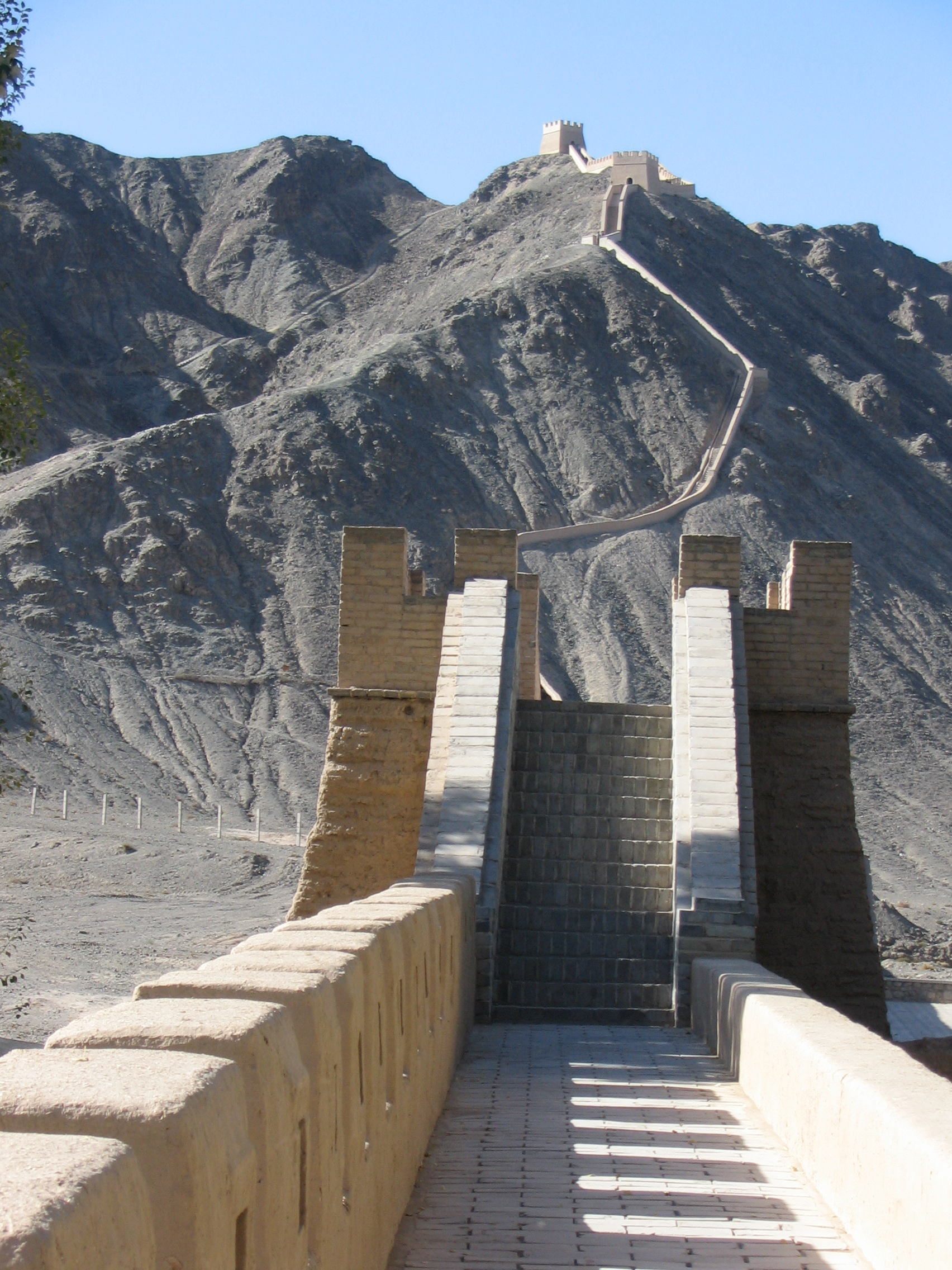
Grande Muraglia

A sud della città, per vari chilometri si stende la Grande Muraglia, ma per la maggior parte del percorso si tratta di un muro di altezza varia, molto danneggiato dal tempo.
Situazione diversa, invece, in una piccola sezione che si trova a 6 chilometri dalla fortezza, dove la Muraglia è stata costruita seguendo la forma delle montagne, per questo motivo ha preso tale nome: pare proprio che la Muraglia si tenga "aggrappata" ai monti circostanti.
Questa sezione è stata anche recentemente restaurata (1987).
La costruzione iniziò nel 1539 e terminò l'anno successivo. Attualmente la lunghezza visitabile è di circa 750 metri. 

## La prima torre di vedetta della Grande Muraglia

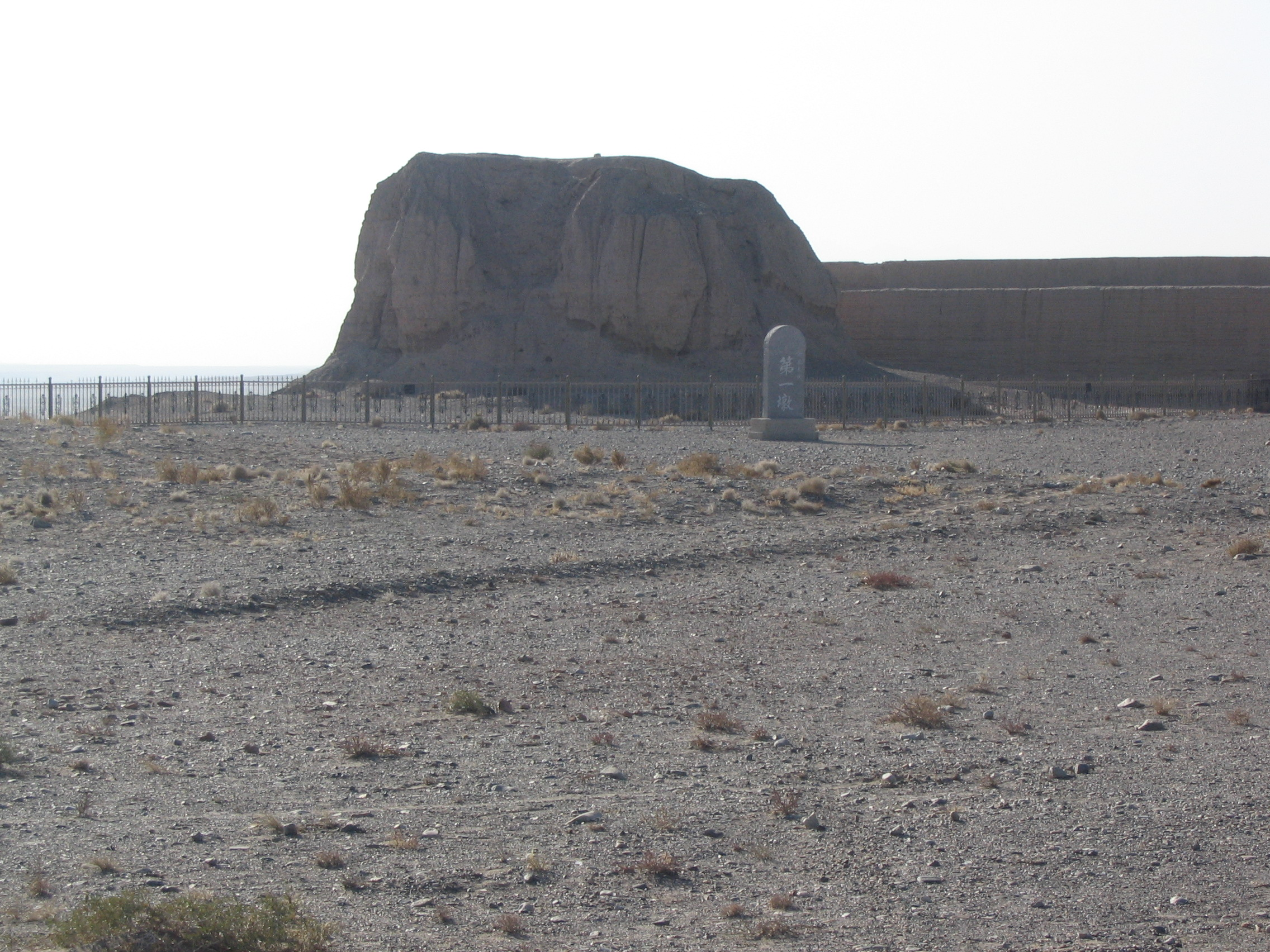
La prima torre di vedetta

A circa 7 chilometri a sud della città si trova quella che viene considerata come la prima torre di vedetta di tutta la Grande Muraglia, perché posta all'estremità occidentale. La torre domina un canyon scavato dal fiume Tao Lai.
Fu costruita nel 18º anno del periodo Jiajing della dinastia Ming (1538) sotto la supervisione di Li Han.
È costituita da una piramide tronca, di 14 metri sia di lunghezza che di larghezza ed altezza.
Come risultato dell'erosione dei secoli, alcune parti sono parecchio danneggiate.
Attualmente nei pressi è stato ricreato un accampamento tipico dell'esercito cinese del periodo Ming.

## Tombe del periodo Wei-Jin

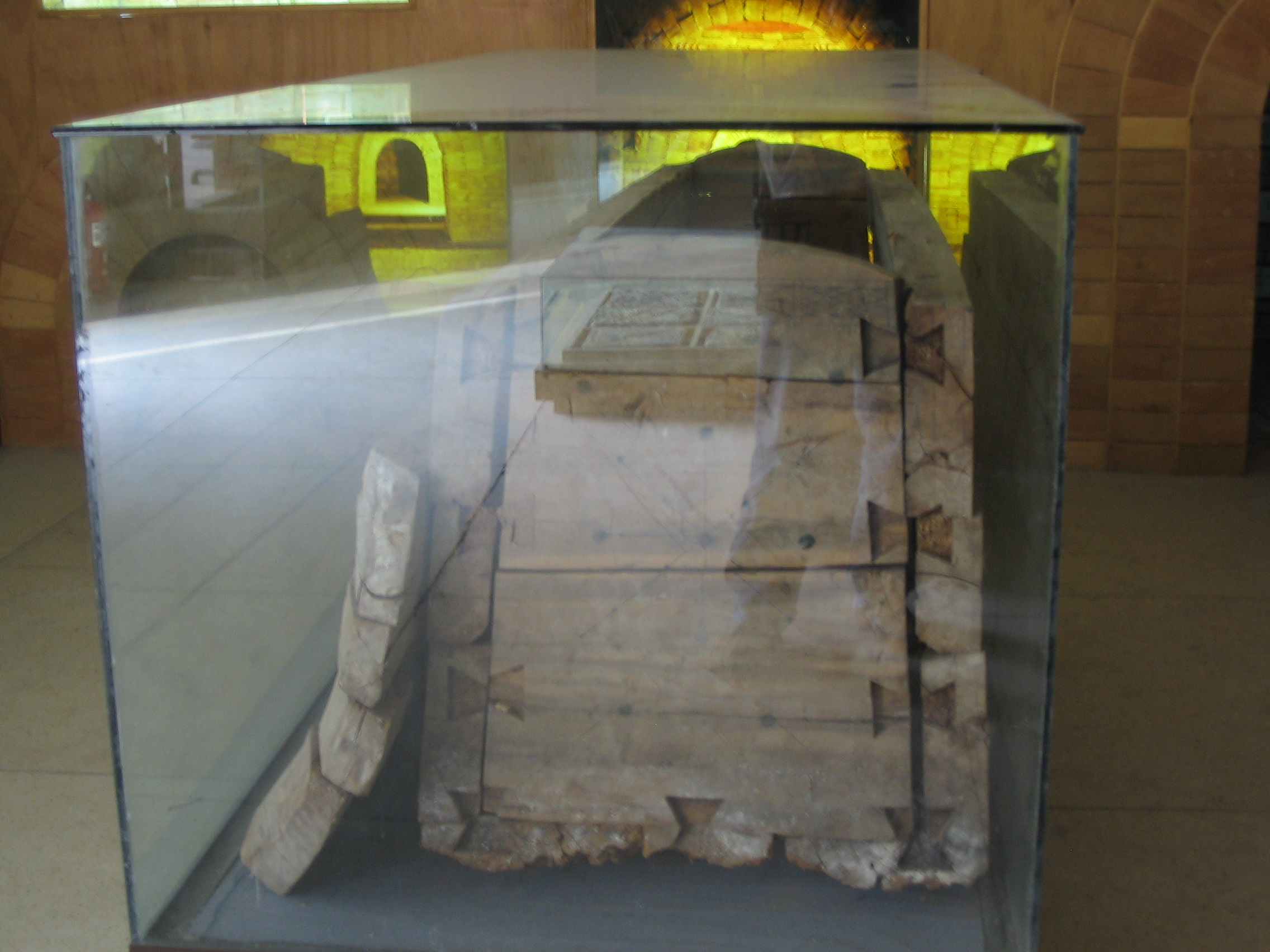
Museo con un sepolcro

Si trovano a 15 chilometri a nord-est della città. Ci sono circa 1400 tombe, di cui una sola visitabile, costruite tra il III ed il V secolo durante le dinastie Wei e Jin.
Sono famose perché le tombe, che sono costruite in mattoni, contengono dei murali con delle rappresentazioni pittoriche di vita quotidiana. Per questo motivo sono state pomposamente soprannominate come "la più grande galleria sotterranea del mondo".
Ogni tomba è composta da due o più stanze, collegate da corridori e sono pavimentate con mattoni di varie fogge.
All'ingresso dell'area archeologica si trova un piccolo museo.